# Мисс Земля 2011
Мисс Земля 2011 (англ. Miss Earth 2011) — 11-й ежегодный конкурс красоты, проводился 3 декабря 2011 года в Университет Филиппинс, Кесон-Сити, Филиппины. Конкурс красоты транслировался по Channel V в 8:00 p.m., на Star World транслировался в воскресенье, 4 декабря в 6:00 p.m., ABS-CBN и Studio 23 транслировался в тот же день в 10:30 p.m.. Была задержка телевизионного шоу на других канала Филиппины и всего мира.
Первоначально, конкурс планировался провести в Impact, Muang Thong Thani, Бангкок, Таиланд, но организаторы решили перенести конкурс красоты на Филиппины, из-за сильного наводнения в Таиланде.
Победительницей стала представительница Эквадора — Ольга Алава.
Три награды: представительница Бразилии Ориэлль Беннеттон, стала Мисс Воздух, представительница Филиппин Афина Империаль стала Мисс Вода и представительница Венесуэлы Каролин Медина стала Мисс Огонь.
Слоганом конкурса красоты был: «The Earth is Crying. Let the Earth Smile Again!».

## Результаты
| Итоговый результат  | Участница |
| ------------------- | --- |
| Мисс Земля 2011     | - Эквадор — Ольга Алава |
| Мисс Земля — Воздух | - Бразилия — Ориэлль Беннеттон |
| Мисс Земля — Вода   | - Филиппины — Афина Империаль |
| Мисс Земля — Огонь  | - Венесуэла — Каролин Медина |
| Топ 8               | - Босния и Герцеговина — Aleksandra Kovačević - Крым — Nina Astrakhantseva - Мексика — Casandra Becerra - Зимбабве — Thandi Muringa |
| Топ 16              | - Китайская Республика — Cherry Liu - Япония — Tomoko Maeda - Парагвай — Nicole Huber - Португалия — Susana Nogueira - Словения — Rebecca Kim Lekše - Швеция — Renate Cerljen - Таиланд — Niratcha Tungtisanont - Украина — Kristina Oparina |

### Специальные награды
| Награда                    | Участница                         |
| -------------------------- | --------------------------------- |
| Лучший национальный костюм | Япония — Tomoko Maeda             |
| Лучший купальник           | Чехия — Šárka Cojocarová          |
| Лучшее вечернее платье     | Мексика — Casandra Becerra        |
| Мисс талант                | ЮАР — Dominique Mann              |
| Мисс фотогеничность        | Китайская Республика — Cherry Liu |
| Мисс дружба                | Пакистан — Sanober Hussain        |

## Участницы
| Страна                   | Участница                      | Возраст | Рост | Родной город/регион |
| ------------------------ | ------------------------------ | ------- | ---- | ------------------- |
| Аруба                    | Melissa Lacle                  | 25      | 1.80 | Ораньестад          |
| Австралия                | Deedee Zibara                  | 20      | 1.78 | West Ryde           |
| Австрия                  | Elisabeth Hanakamp             | 20      | 1.73 | Вена                |
| Багамские Острова        | Kerel Pinder                   | 26      | 1.74 | Большой Багама      |
| Бельгия                  | Aline Decock                   | 23      | 1.70 | Брюссель            |
| Белиз                    | Kimberly Robateau              | 22      | 1.72 | Белиз               |
| Боливия                  | Valeria Avendaño               | 23      | 1.76 | Ла-Пас              |
| Босния и Герцеговина     | Aleksandra Kovacevic           | 21      | 1.75 | Сараево             |
| Ботсвана                 | Messiah Jackson                | 24      | 1.72 | Габороне            |
| Бразилия                 | Drielly Bennettone             | 21      | 1.84 | Сан-Паулу           |
| Канада                   | Ashlea Moor                    | 25      | 1.79 | Летбридж            |
| Чили                     | Camila Stuardo                 | 23      | 1.78 | Темуко              |
| Китай                    | Liu Yu Jun                     | 22      | 1.75 | Нанкин              |
| Китайская Республика     | Cherry Liu                     | 18      | 1.75 | Тайбэй              |
| Колумбия                 | Andrea DeVivo                  | 23      | 1.75 | Гуахира             |
| Крым                     | Nina Astrakhantseva            | 21      | 1.79 | Симферополь         |
| Кюрасао                  | Miluska Willems                | 24      | 1.71 | Виллемстад          |
| Чехия                    | Šárka Cojocarová               | 21      | 1.78 | Svobodné Heřmanice  |
| Дания                    | Cecilia Iftikhar               | 24      | 1.73 | Коккедаль           |
| Доминиканская Республика | Sarah Féliz                    | 24      | 1.78 | Баоруко             |
| Эквадор                  | Olga Alava                     | 23      | 1.73 | Гуаякиль            |
| Сальвадор                | Anita Puertas                  | 22      | 1.78 | Сан-Сальвадор       |
| Англия                   | Roxanne Smith                  | 22      | 1.65 | Бирмингем           |
| Эстония                  | Xenia Likhacheva               | 21      | 1.70 | Таллин              |
| Франция                  | Mathilde Florin                | 21      | 1.77 | Лилль               |
| Германия                 | Manou Volkmer                  | 18      | 1.80 | Берлин              |
| Гана                     | Patricia Amoah Anti            | 21      | 1.56 | Аккра               |
| Гваделупа                | Mitchelle Malezieu             | 18      | 1.76 | Бас-Тер             |
| Гуам                     | Anna Calvo                     | 25      | 1.65 | Dededo              |
| Гватемала                | Ana Luisa Montúfar             | 18      | 1.73 | Гватемала           |
| Гондурас                 | Stephany Martinez              | 19      | 1.78 | Роатан              |
| Гонконг                  | Luo Wenxi                      | 18      | 1.78 | Гонконг             |
| Венгрия                  | Dora Szabó                     | 24      | 1.76 | Будапешт            |
| Индия                    | Hasleen Kaur                   | 22      | 1.79 | Нью-Дели            |
| Индонезия                | Inez Elodhia Maharani          | 22      | 1.69 | Джакарта            |
| Ирландия                 | Rachelle Liggett               | 20      | 1.73 | Дублин              |
| Израиль                  | Huda Naccache                  | 21      | 1.78 | Хайфа               |
| Италия                   | Angelica Parisi                | 23      | 1.72 | Турин               |
| Япония                   | Tomoko Maeda                   | 24      | 1.68 | Токио               |
| Республика Корея         | Kim E-seul                     | 26      | 1.74 | Сеул                |
| Косово                   | Nora Asani                     | 24      | 1.70 | Приштина            |
| Латвия                   | Sanda Mezecka                  | 26      | 1.79 | Рига                |
| Ливан                    | Nathaly Farraj                 | 22      | 1.72 | Бейрут              |
| Люксембург               | Natascha Bintz                 | 21      | 1.77 | Люксембург          |
| Макао                    | Cherry Ng                      | 24      | 1.65 | Макао               |
| Мадагаскар               | Volamiandoha Ratsimiahotrarivo | 18      | 1.75 | Анцирабе            |
| Малайзия                 | Joyce Tay                      | 24      | 1.74 | Малакка             |
| Мартиника                | Coralie Leplus                 | 21      | 1.75 | Фор-де-Франс        |
| Мексика                  | Casandra Becerra               | 23      | 1.78 | Гвадалахара         |
| Непал                    | Anupama Aura Gurung            | 23      | 1.67 | Читван              |
| Нидерланды               | Jill Duijves                   | 23      | 1.75 | Димен               |
| Новая Зеландия           | Alexandra Scott                | 22      | 1.79 | Окленд              |
| Нигерия                  | Munachi Uzoma                  | 21      | 1.78 | Абуджа              |
| Северная Ирландия        | Alixandra Halliday             | 19      | 1.70 | Дерри               |
| Норвегия                 | Marion Dyrvik                  | 22      | 1.76 | Тронхейм            |
| Пакистан                 | Sanober Hussain                | 23      | 1.75 | Лахор               |
| Панама                   | Marelissa Him                  | 22      | 1.70 | Панама              |
| Парагвай                 | Nicole Huber                   | 21      | 1.74 | Асунсьон            |
| Перу                     | Maria Gracia Figueroa          | 21      | 1.74 | Лима                |
| Филиппины                | Athena Imperial                | 24      | 1.68 | Casiguran           |
| Португалия               | Susana Nogueira                | 20      | 1.75 | Лиссабон            |
| Пуэрто-Рико              | Agnes Benítez                  | 25      | 1.73 | Cataño              |
| Румыния                  | Jihan Shanabli                 | 26      | 1.78 | Бухарест            |
| Россия                   | Alena Kuznetsova               | 25      | 1.78 | Москва              |
| Шотландия                | Amanda Quinn                   | 25      | 1.73 | Глазго              |
| Сингапур                 | Felicia Orvalla                | 23      | 1.65 | Сингапур            |
| Словакия                 | Romana Procházková             | 23      | 1.70 | Братислава          |
| Словения                 | Rebecca Kim Lekše              | 20      | 1.70 | Любляна             |
| ЮАР                      | Dominique Mann                 | 25      | 1.74 | Кейптаун            |
| Испания                  | Veronica Doblas                | 21      | 1.73 | Мадрид              |
| Шри-Ланка                | Poojani Wakirigala             | 24      | 1.70 | Коломбо             |
| Швеция                   | Renate Cerljen                 | 22      | 1.77 | Staffanstorp        |
| Швейцария                | Irina de Giorgi                | 21      | 1.77 | Цюрих               |
| Танзания                 | Nelly Kamwelu                  | 19      | 1.72 | Дар-эс-Салам        |
| Таиланд                  | Niratcha Tungtisanont          | 22      | 1.71 | Бангкок             |
| Тринидад и Тобаго        | Melanie George-Sharpe          | 24      | 1.70 | Порт-оф-Спейн       |
| Турция                   | Merve Saribas                  | 20      | 1.78 | Стамбул             |
| Украина                  | Kristina Oparina               | 19      | 1.77 | Харьков             |
| США                      | Nicole Kelley                  | 22      | 1.65 | Дейтона-Бич         |
| Виргинские Острова (США) | Kara Williams                  | 22      | 1.70 | Санта-Крус          |
| Венесуэла                | Caroline Medina                | 19      | 1.78 | Маракай             |
| Вьетнам                  | Phan Thị Mơ                    | 21      | 1.75 | Тьензянг            |
| Уэльс                    | Emma Franklin                  | 24      | 1.73 | Кардифф             |
| Зимбабве                 | Thandi Muringa                 | 23      | 1.72 | Хараре              |

## Примечание

### Дебют
- Аруба
- Австрия

### Вернулись
| - Последний раз участвовали в 2005 году: - Эстония - Португалия - Последний раз участвовали в 2007 году: - Белиз - Тринидад и Тобаго - Виргинские Острова (США) - Зимбабве | - Последний раз участвовали в 2009 году: - Сальвадор - Гондурас - Венгрия - Израиль - Пакистан - Парагвай - Испания - Швеция |

### Замены
- Белиз — Kimberly Robateau replaced the winner of Miss Earth Belize 2011, Monique Habet, for undisclosed reasons.
- Индонезия — Liza Elly Purnamasari was replaced by Inez Elodhia Maharani just one week before the pageant started.
- Израиль — Niven Khayo was replaced by Huda Naccache.
- Парагвай — Alexandra Fretes was replaced by Nicole Huber (Miss World Paraguay 2011).
- Россия — Tatiana Sayapina was replaced by Alena Kuznetsova.
- Танзания — Neema Kilago was replaced by Nelly Kamwelu (Miss Universe Tanzania 2011).
- Виргинские Острова (США) — Abiola Hodge was replaced by Kara Williams.
- Вьетнам — Nguyễn Thái Hà was replaced by Phan Thị Mơ.

### Участие в других конкурсах красоты
Участницы, которые соревновались на других международных конкурсах красоты или которые будут участвовать:

| Мисс Вселенная 2006 - Аруба — Melissa Lacle Мисс Вселенная 2009 - Швеция — Renate Cerljen (Топ 15) Мисс Вселенная 2011 - Танзания — Nelly Kamwelu Мисс Мира 2010 - Макао — Cherry Ng Мисс Мира 2011 - Парагвай — Nicole Huber (Топ 30) Мисс Интернешнл 2011 - Танзания — Nelly Kamwelu Мисс Интернешнл 2012 - Бельгия — Aline Decock - Эстония — Xenia Likhaceva - Макао — Cherry Ng - Парагвай — Nicole Huber (4-я Вице-Мисс) Reina Hispanoamericana 2010 - Венесуэла — Caroline Medina (Победительница) Reina Hispanoamericana 2011 - Эквадор — Olga Álava (2-я Вице-Мисс) - Сальвадор — Anita Puertas - Панама — Marelissa Him (Мисс Конгениальность) | Miss Tourism Queen International 2011 - Танзания — Nelly Kamwelu (4-я Вице-Мисс) Miss Southern Africa International 2011 - Танзания — Nelly Kamwelu (Победительница) Miss Asia USA 2011 - Вьетнам — Phan Thị Mơ (Топ 10) Top Model of the World 2011 - Сальвадор — Anita Puertas (Top 15; 8th Place) Miss Continente Americano 2011 - Боливия — Valeria Avendano Miss Beauty of the World 2010 - Швеция — Renate Cerljen (4-я Вице-Мисс) Miss Teen International 2009 - Чехия — Šárka Cojocarová (2-я Вице-Мисс) Miss Globe Organisation 2008 - Чехия — Šárka Cojocarová (Топ 12) Miss Coffee International 2012 - Гватемала — Ana Luisa Montufar |

## Примечание
1. 1 2  News, ABS-CBN (3 ноября 2011). Ms. Earth moves from Bangkok to Manila. ABS-CBN. Архивировано 28 сентября 2015. Дата обращения: 3 ноября 2011. {{cite news}}: |last= имеет универсальное имя (справка)
2. ↑  News, Online (5 ноября 2011). Miss Earth moves to Manila. Tempo. Архивировано из оригинала 21 ноября 2011. Дата обращения: 16 ноября 2011. {{cite news}}: |last= имеет универсальное имя (справка)
3. ↑  CK Connection Co., Ltd., News (20 сентября 2011). Miss Earth 2011 in Thailand now set for December 3rd. Tha bahamas Weekly. Архивировано 8 декабря 2015. Дата обращения: 22 сентября 2011. {{cite news}}: |first= имеет универсальное имя (справка)
4. ↑  Requintina, Robert R. (27 июля 2011). 2010 Miss Earth winners here. Manila Bulletin. Архивировано 15 сентября 2012. Дата обращения: 27 июля 2011.
5. ↑  Requintina, Robert (3 ноября 2011). Philippines will host Miss Earth. Manila Bulletin. Архивировано 9 ноября 2011. Дата обращения: 4 ноября 2011.
6. ↑  Miss Earth 2011 moved to Manila due to mass flooding in Thailand. Дата обращения: 30 октября 2011. Архивировано 26 марта 2019 года.
7. ↑  Jarloc, Glaiza (5 декабря 2011). Ecuador wins Miss Earth 2011. Sun Star Manila. Архивировано 7 февраля 2012. Дата обращения: 5 февраля 2012.
8. ↑  Mittra, Anwesha (3 декабря 2011). Miss Ecuador crowned Miss Earth 2011. The Times of India. Архивировано 1 февраля 2014. Дата обращения: 5 февраля 2012.
9. ↑  Adina, Armin (4 декабря 2011). Another UP grad lands beauty title, this time as Ms. Earth Water. Philippine Daily Inquirer. Архивировано 22 июня 2019. Дата обращения: 5 февраля 2012.
10. ↑  Pagulong, Charmie Joy (5 декабря 2011). Ecuador beauty named Miss Earth. The Philippine Star. Архивировано 31 января 2013. Дата обращения: 5 февраля 2012.
11. ↑  Sieczkowski, Cavan (4 декабря 2011). Miss Earth 2011 Crowned, Miss Ecuador Wins the Title. International Business Times. Архивировано 8 января 2012. Дата обращения: 5 февраля 2012.
12. ↑  Supnad, Mar T. (16 ноября 2011). Environment concern in beauty pageant. Manila Bulletin. Архивировано 20 декабря 2011. Дата обращения: 16 ноября 2011.
13. ↑  Anwesha, Mittra (3 декабря 2011). Miss Ecuador crowned Miss Earth 2011. Times of India. Архивировано 1 февраля 2014. Дата обращения: 3 декабря 2011.
14. 1 2 3  アーカイブされたコピー. Дата обращения: 28 августа 2014. Архивировано 11 февраля 2012 года.
15. 1 2 3 4 5 6 7 8 9 10 11 12 13 14 15 16 17 18 19 20 21 22 23 24 25 26 27 28 29 30 31 32 33 34 35 36 37 38 39 40 41 42 43 44 45  The Miss Earth Pageant. Missearth.tv. Дата обращения: 23 марта 2015. Архивировано 19 октября 2021 года.
16. ↑  アーカイブされたコピー. Дата обращения: 5 декабря 2011. Архивировано 11 декабря 2011 года.
17. ↑  アーカイブされたコピー. Дата обращения: 22 декабря 2010. Архивировано 22 декабря 2010 года.
18. ↑  Архивированная копия. Дата обращения: 23 марта 2015. Архивировано 8 апреля 2005 года.
19. 1 2 3  Grand Slam Pageants. Grand Slam Pageants. Дата обращения: 23 марта 2015. Архивировано из оригинала 1 августа 2015 года.
20. ↑  http://www.supermodels.com/member/profile/29002 (недоступная+ссылка)
21. 1 2   Архивировано 24 сентября 2011 года.
22. ↑  アーカイブされたコピー. Дата обращения: 20 ноября 2010. Архивировано 20 ноября 2010 года.
23. ↑   Архивировано 20 ноября 2010 года.
24. ↑  アーカイブされたコピー. Дата обращения: 20 ноября 2010. Архивировано 20 ноября 2010 года.
25. ↑  アーカイブされたコピー. Дата обращения: 3 ноября 2010. Архивировано 3 ноября 2010 года.
26. ↑  Miss Earth Alberta – Wall. Facebook (11 мая 2012). Дата обращения: 23 марта 2015. Архивировано 3 июня 2021 года.
27. ↑  アーカイブされたコピー. Дата обращения: 20 ноября 2010. Архивировано 20 ноября 2010 года.
28. ↑  アーカイブされたコピー. Дата обращения: 20 ноября 2010. Архивировано 20 ноября 2010 года.
29. ↑  アーカイブされたコピー. Дата обращения: 12 ноября 2010. Архивировано 12 ноября 2010 года.
30. ↑  アーカイブされたコピー. Дата обращения: 3 ноября 2010. Архивировано 3 ноября 2010 года.
31. ↑  livewire world: Andrea De Vivo Creazzo: Miss Earth Colombia 2011. Livewireworld.blogspot.com. Дата обращения: 23 марта 2015. Архивировано из оригинала 2 апреля 2015 года.
32. 1 2   Архивировано 21 ноября 2010 года.
33. ↑  アーカイブされたコピー. Дата обращения: 20 ноября 2010. Архивировано 20 ноября 2010 года.
34. ↑  アーカイブされたコピー. Дата обращения: 20 ноября 2010. Архивировано 20 ноября 2010 года.
35. ↑  Miss Earth PageantPhotosTimelineAbout. Miss Earth Pageant – Photos. Facebook. Дата обращения: 23 марта 2015. Архивировано 3 июня 2021 года.
36. ↑  アーカイブされたコピー. Дата обращения: 28 октября 2010. Архивировано 28 октября 2010 года.
37. ↑  Jennifer. Miss Earth Ecuador 2011 at BEAUTY PAGEANT NEWS. Beautypageantnews.com (22 июля 2011). Дата обращения: 23 марта 2015. Архивировано 2 апреля 2015 года.
38. 1 2 3 4 5  MISS EARTH | Official UK Entry – England, Scotland, Wales & Ireland. Missearthgirls.co.uk (21 мая 2012). Дата обращения: 23 марта 2015. Архивировано 18 марта 2015 года.
39. ↑  MISS EARTH | Official England, Scotland, Wales & Ireland Entry. Missearthgirls.co.uk. Дата обращения: 23 марта 2015. Архивировано из оригинала 2 апреля 2012 года.
40. ↑  アーカイブされたコピー. Дата обращения: 24 сентября 2011. Архивировано 24 сентября 2011 года.
41. ↑  アーカイブされたコピー. Дата обращения: 3 ноября 2010. Архивировано 3 ноября 2010 года.
42. ↑  PAGEANT UPDATES: Manou Volkmer was crowned Miss Earth Germany 2011 on October 2, 2011 – She will represent Germany in Miss Earth 2011 Pageant. Shinymeteor.blogspot.com. Дата обращения: 23 марта 2015. Архивировано 15 июля 2012 года.
43. ↑  アーカイブされたコピー. Дата обращения: 20 ноября 2010. Архивировано 20 ноября 2010 года.
44. 1 2  アーカイブされたコピー. Дата обращения: 20 ноября 2010. Архивировано 20 ноября 2010 года.
45. ↑  アーカイブされたコピー. Дата обращения: 15 сентября 2011. Архивировано 15 сентября 2011 года.
46. ↑  アーカイブされたコピー. Дата обращения: 3 ноября 2010. Архивировано 3 ноября 2010 года.
47. ↑  アーカイブされたコピー. Дата обращения: 16 октября 2010. Архивировано 16 октября 2010 года.
48. ↑  Keylin GĂłmez es Miss Universo Honduras 2011 (исп.). Laprensa.hn (30 июля 2011). Архивировано 9 июля 2012 года.
49. ↑  アーカイブされたコピー. Дата обращения: 24 сентября 2011. Архивировано 24 сентября 2011 года.
50. ↑  アーカイブされたコピー. Дата обращения: 20 ноября 2010. Архивировано 20 ноября 2010 года.
51. ↑  Miss Earth Pageant – Timeline. Facebook. Дата обращения: 23 марта 2015. Архивировано 3 июня 2021 года.
52. ↑  アーカイブされたコピー. Дата обращения: 28 октября 2011. Архивировано 28 октября 2011 года.
53. ↑  アーカイブされたコピー. Дата обращения: 13 октября 2010. Архивировано 13 октября 2010 года.
54. 1 2  アーカイブされたコピー. Дата обращения: 13 ноября 2010. Архивировано 13 ноября 2010 года.
55. ↑  MISS EARTH | Official England, Scotland, Wales & Ireland Entry. Missearthgirls.co.uk. Дата обращения: 23 марта 2015. Архивировано из оригинала 2 апреля 2012 года.
56. ↑  アーカイブされたコピー. Дата обращения: 24 сентября 2011. Архивировано 24 сентября 2011 года.
57. ↑  アーカイブされたコピー. Дата обращения: 3 ноября 2010. Архивировано 3 ноября 2010 года.
58. ↑  アーカイブされたコピー. Дата обращения: 3 ноября 2010. Архивировано 3 ноября 2010 года.
59. ↑   Архивировано 3 ноября 2010 года.
60. ↑  アーカイブされたコピー. Дата обращения: 21 октября 2010. Архивировано 21 октября 2010 года.
61. 1 2   Архивировано 20 ноября 2010 года.
62. ↑  アーカイブされたコピー. Дата обращения: 20 ноября 2010. Архивировано 20 ноября 2010 года.
63. ↑  アーカイブされたコピー. Дата обращения: 19 ноября 2010. Архивировано 19 ноября 2010 года.
64. ↑  Miss Earth Pageant – Timeline. Facebook. Дата обращения: 23 марта 2015. Архивировано 3 июня 2021 года.
65. ↑  Casandra Becerra representará a México en Miss Earth 2011 – El Universal – El Mundo. El Universal (31 декабря 1969). Дата обращения: 23 марта 2015. Архивировано 2 апреля 2015 года.
66. ↑  » Miss Earth México 2012. Missearthmexico.org. Дата обращения: 23 марта 2015. Архивировано из оригинала 7 марта 2011 года.
67. ↑  Miss Nederland Earth. Missnederland.nl. Архивировано 23 сентября 2011 года.
68. ↑  Worldshowbiz. Photo: Miss World New Zealand 2030 Winners | WORLD SHOWBIZ. Worldshowbiz.info (1 мая 2011). Дата обращения: 12 июля 2011. Архивировано из оригинала 3 мая 2011 года.
69. ↑  アーカイブされたコピー. Дата обращения: 20 ноября 2010. Архивировано 20 ноября 2010 года.
70. ↑  MISS EARTH | Official England, Scotland, Wales & Ireland Entry. Missearthgirls.co.uk. Дата обращения: 23 марта 2015. Архивировано из оригинала 2 апреля 2012 года.
71. ↑  アーカイブされたコピー. Дата обращения: 20 ноября 2010. Архивировано 20 ноября 2010 года.
72. ↑  Miss Earth Pageant – Timeline. Facebook. Дата обращения: 23 марта 2015. Архивировано 3 июня 2021 года.
73. ↑  アーカイブされたコピー. Дата обращения: 12 ноября 2011. Архивировано 12 ноября 2011 года.
74. ↑  アーカイブされたコピー. Дата обращения: 20 ноября 2010. Архивировано 20 ноября 2010 года.
75. ↑  アーカイブされたコピー. Дата обращения: 13 октября 2010. Архивировано 13 октября 2010 года.
76. ↑   Архивировано 2 октября 2011 года.
77. 1 2  foxcrawl at 12:16 am. Photos: Jihan Shanabli to represent Romania at Miss Earth 2011 in Philippines. Foxcrawl (6 декабря 2011). Дата обращения: 23 марта 2015. Архивировано 2 апреля 2015 года.
78. ↑  アーカイブされたコピー. Дата обращения: 15 октября 2010. Архивировано 15 октября 2010 года.
79. ↑  アーカイブされたコピー. Дата обращения: 15 октября 2010. Архивировано 15 октября 2010 года.
80. ↑   Архивировано 3 ноября 2010 года.
81. ↑  アーカイブされたコピー. Дата обращения: 20 ноября 2010. Архивировано 20 ноября 2010 года.
82. 1 2   Архивировано 20 ноября 2010 года.
83. 1 2  アーカイブされたコピー. Дата обращения: 20 ноября 2010. Архивировано 20 ноября 2010 года.
84. ↑   Архивировано 5 апреля 2012 года.
85. ↑   Архивировано 28 октября 2011 года.
86. 1 2  アーカイブされたコピー. Дата обращения: 22 ноября 2011. Архивировано 22 ноября 2011 года.
87. ↑  アーカイブされたコピー. Дата обращения: 3 ноября 2010. Архивировано 3 ноября 2010 года.
88. ↑  アーカイブされたコピー. Дата обращения: 3 ноября 2010. Архивировано 3 ноября 2010 года.
89. ↑  Cô sinh viên kiến trúc lên ngôi Hoa hậu Hoàn vũ Thái Lan. maivoo.com. Дата обращения: 19 апреля 2011. Архивировано 4 марта 2016 года.
90. ↑  アーカイブされたコピー. Дата обращения: 15 октября 2010. Архивировано 15 октября 2010 года.
91. ↑   Архивировано 24 сентября 2011 года.
92. ↑  アーカイブされたコピー. Дата обращения: 20 ноября 2010. Архивировано 20 ноября 2010 года.
93. ↑  Grand Slam Pageants. Grand Slam Pageants. Дата обращения: 12 июля 2011. Архивировано из оригинала 1 августа 2015 года.
94. ↑  アーカイブされたコピー. Дата обращения: 20 ноября 2010. Архивировано 20 ноября 2010 года.
95. ↑  http://www.missearth.tv/delegates_missusa.php#delegates2011/usa/01.jpg Архивная копия от 24 сентября 2011 на Wayback Machine>
96. ↑  Miss Earth Pageant – Timeline. Facebook. Дата обращения: 23 марта 2015. Архивировано 3 июня 2021 года.
97. ↑  アーカイブされたコピー. Дата обращения: 28 октября 2011. Архивировано 28 октября 2011 года.
98. ↑  アーカイブされたコピー. Дата обращения: 13 октября 2010. Архивировано 13 октября 2010 года.
99. ↑  アーカイブされたコピー. Дата обращения: 15 октября 2010. Архивировано 15 октября 2010 года.
100. ↑  MISS EARTH | Official England, Scotland, Wales & Ireland Entry. Missearthgirls.co.uk. Дата обращения: 23 марта 2015. Архивировано из оригинала 2 апреля 2012 года.
101. ↑  Miss Earth PageantPhotosTimelineAbout. Miss Earth Pageant – Photos. Facebook. Дата обращения: 23 марта 2015. Архивировано 3 июня 2021 года.
102. ↑  アーカイブされたコピー. Дата обращения: 27 октября 2011. Архивировано 27 октября 2011 года.
103. ↑  Top Model of the World El Salvador. reinadodeelsalvador.com. Дата обращения: 19 февраля 2011. Архивировано 2 апреля 2015 года.